# Celama semirufa
Celama semirufa är en fjärilsart som beskrevs av Paul Dognin 1914. Celama semirufa ingår i släktet Celama och familjen trågspinnare. Inga underarter finns listade i Catalogue of Life.